# Jonathon Keats

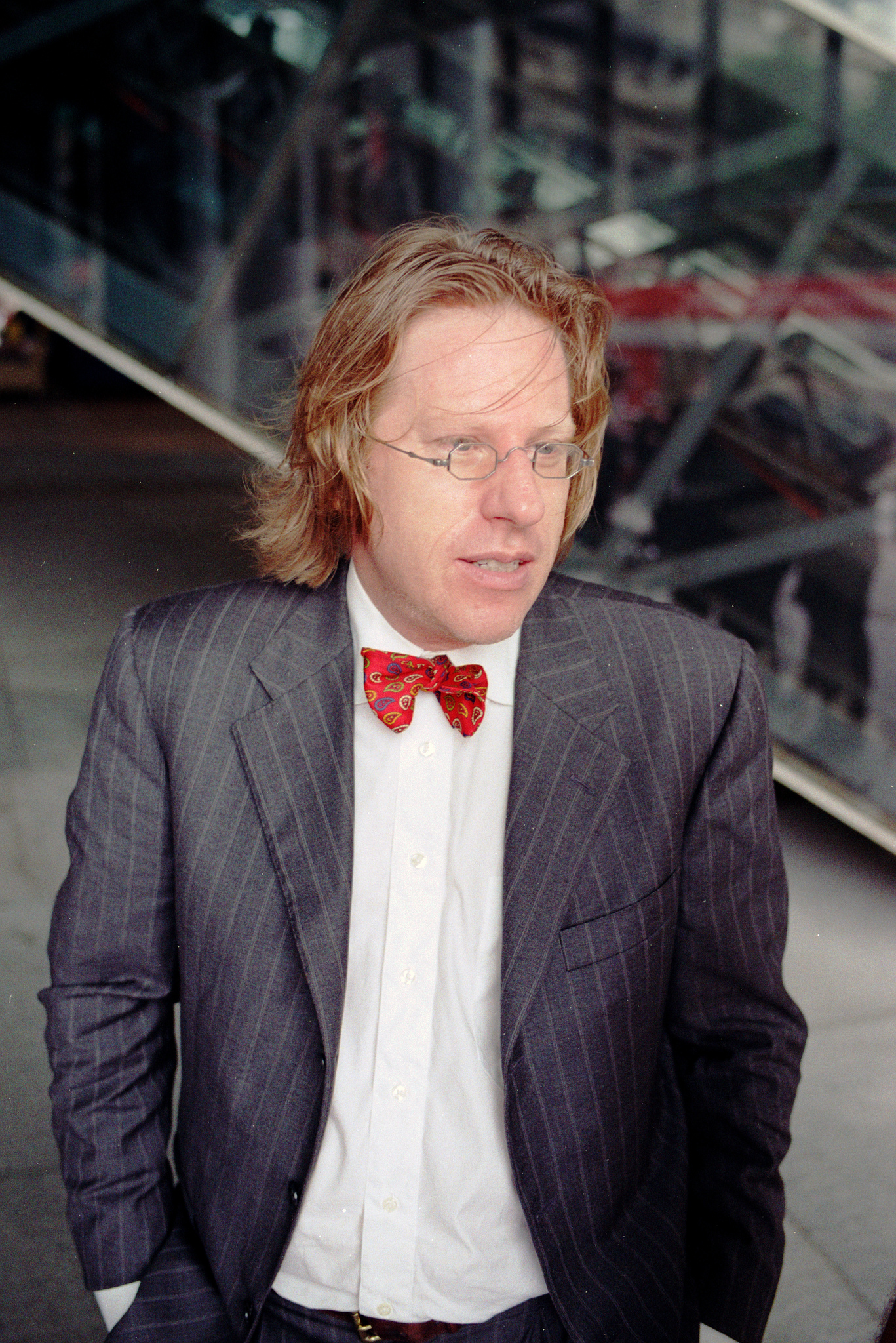
Jonathon Keats (2012)

Jonathon Keats (* 2. Oktober 1971 in New York City) ist ein US-amerikanischer Konzeptkünstler und Kunstkritiker, der vor allem für seine Denkexperimente bekannt wurde.

## Werk
Keats debütierte 2000 mit einer Installation in der Galerie Refusalon in San Francisco, in der er auf einem Stuhl saß und 24 Stunden lang nachdachte, während im Vorraum ein nacktes Model zu sehen war. Seine Gedanken wurden als Kunstwerke an Sponsoren verkauft, zum Preis von deren jeweiligen Jahreseinkommen, heruntergerechnet auf eine Minute. 2002 machte er mit einer Petition in der kalifornischen Stadt Berkeley von sich reden, mit der Absicht, das Identitätsprinzip in der Logik, das besagt, dass ein Ding dieselbe Identität wie es selbst besitzt (A = A), zum Gesetz zu erheben, und die Nichteinhaltung mit einer Strafe von einem Zehntel Cent belegen sollte.
2003 belegte er sein Gehirn mit einem Urheberrecht, mit dem Argument, es sei eine Skulptur, die von ihm durch den Akt des Denkens erschaffen worden war. Wie er später behauptete, sollte er dadurch für die 70 Jahre, die ihm das Urheberrecht für ein Werk nach seinem Tod garantierte, temporär unsterblich werden, wenn man nach dem Cogito-Satz ("Ich denke, also bin ich") verfahre.
2004 begann er sein bisher bekanntestes Projekt: den zusammen mit Genetikern eines Colleges in Berkeley ausgeführten Versuch, Gott genetisch nachzubilden. In Interviews behauptete er, seine Versuche hätten ergeben, dass Gott mit dem Cyanobakterien verwandt sei. 2005 entwickelte er ein System, das metrische System individuell auf bestimmte Personen abzustimmen, indem er die Zeiteinheiten auf den individuellen Herzschlagrhythmus umrechnete und davon mathematisch Einheiten wie Meter, Liter, Kilogramm und Kalorie ableitete. Im selben Jahr zeichnete er Signale, die von einem puerto-ricanischen Observatorium empfangen wurde, auf und entwickelte auf dieser Basis die erste Ausstellung intergalaktischer Kunst im Judah L. Magnes Museum in Berkeley, auf der er selbst eigene Zeichnungen in den Weltraum sendete.
Von seinen im Jahr 2006 ausgeführten Projekten stechen der Versuch aus, Zypressen per Ausstattung mit einer Staffelei zur Erzeugung von Kunstwerken zu bewegen, sowie sein per Reverse Engineering choreografiertes Ballett für Honigbienen, dessen Ausführung er durch selektive Pflanzung verschiedener Blumensorten erreichte. Ebenfalls wandte er in einer Ausstellung in der Modernism Gallery in San Francisco die Stringtheorie auf den Immobilienmarkt an, indem er Grundstücke in den von dieser Theorie vorhergesagten Dimensionen zum Verkauf anbot.
2007 entwickelte er einen Klingelton auf der Basis der Musik von John Cages Werk 4'33. Im selben Jahr drehte er einen Pornofilm für Pflanzen, durch den diese sexuell erregt werden sollten.

## Weitere Tätigkeiten
Keats ist neben seiner künstlerischen Tätigkeit Kunstkritiker des San Francisco Magazine sowie als freier Mitarbeiter für andere Kunstpublikationen. Er schrieb zudem zwei Romane The Pathology of Lies und Lighter than Vanity, wobei letzterer nur auf Russisch veröffentlicht wurde.

## Werke
- The Pathology of Lies, Grand Central Publishing, 1999, ISBN 978-0446674454
  - deutsch: Torso der Lügen. Aus dem Amerikanischen von Gisela Schillings, Berlin: Ullstein 1998 ISBN 978-3-548-31209-5
- Lighter than Vanity (Химеры Хемингуэя), Eksmo, 2006, ISBN 5-699-16445-6
- Forged: Why Fakes are the Great Art of Our Age. Oxford/New York City: Oxford University Press 2013 ISBN 9780199311484

## Referenzen
1. ↑   Artikel im San Francisco Chronicle
2. ↑  Legal Affairs
3. ↑   BBC World
4. ↑  SF Gate
5. ↑  Europa Star
6. ↑  San Francisco Chronicle
7. ↑   Artikel in Spiegel Online